# Grube Brüderbund
Die Grube Brüderbund war eine Eisenerzgrube in Siegen-Eiserfeld im Kreis Siegen-Wittgenstein (Siegerland). Sie war mit 1274,8 m Teufe die dritttiefste Grube im Siegerländer Erzrevier und zu ihrer Zeit eine der tiefsten Eisenerzgruben Europas.

## Gangmittel
Der Gangzug der Grube war ca. 700 m lang und zwischen 1 und 6 m mächtig. Von Norden nach Süden waren auf ihm die Gänge Michelsberg, Eisernspies, Friedrich Wilhelm, Brüderbund, Kohlenbach und Kreuzbach angeordnet, hinzu kamen der Liegende und der Gang der Gelben Höhe sowie einige kleinere Gänge. Der Gang Eisernspies war in den oberen Sohlen mit einer Mächtigkeit von 0,75 m auf einer Länge von 145 m vorhanden. Zwischen der 4. und 6. Sohle setzte er aus, danach trat er kräftiger mit 4–6 m Mächtigkeit auf, verkleinerte sich ab der 13. Sohle in knapp 1000 m Teufe aber wieder und war unter der 17. Sohle gänzlich unbauwürdig geworden. Auf dieser Sohle trat der Gang stark in Richtung Westen ab. Das relativ kleine Mittel Brüderbund weiter nördlich war bis zu 5 m mächtig, aber nicht besonders groß. Das zweite Hauptmittel war der Gang Kreuzbach, der weiter oben bis zu 5 m mächtig war, aber unter der 5. Sohle nicht mehr als bauwürdig befunden wurde. Auf der 14. Sohle war der Gang Kreuzbach zwar noch vorhanden, allerdings mäßig mächtig, sehr rau und durchsetzt.
Eine Reihe kleinerer Mittel ergänzten die großen Gänge. Der Liegende Gang war 140 m lang und 0,3–3,5 m mächtig. Der Gang Gelbe Höhe der gleichnamigen konsolidierten Grube hatte eine Länge von 110 m und eine Mächtigkeit von 0,5–4 m. Der kleinste Gang war der Gang Morgensegen mit 25 m Länge und 0,2–1 m Mächtigkeit.

## Geschichte

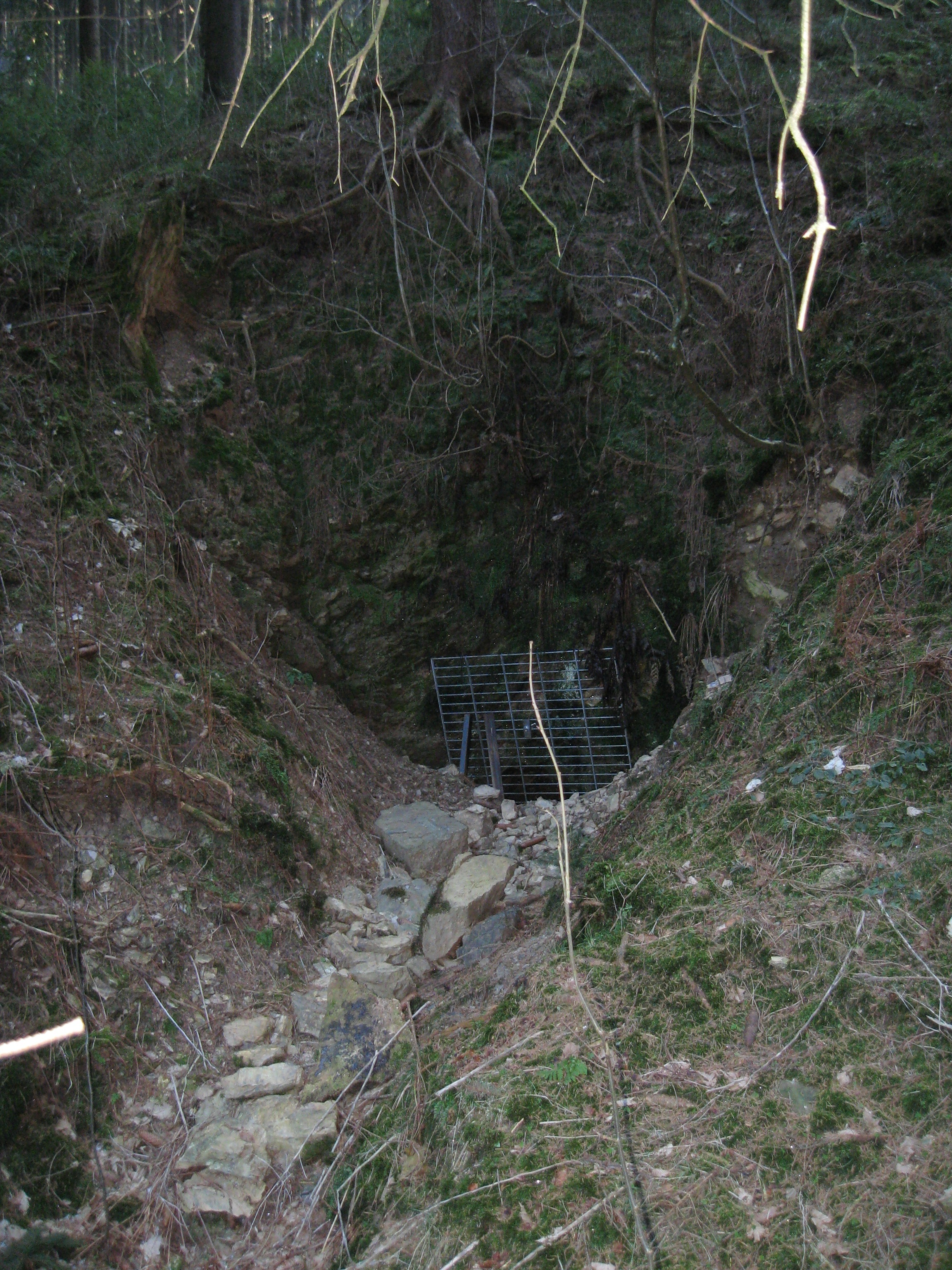
Mittlerer Brüderbunder Stollen

### Anfänge und Aufschwung
Bis in die Jahre um 1400 kann die Geschichte der Grube zurückverfolgt werden. Am 3. November 1849 konsolidierten die 1694 erstmals erwähnte und im Jahr 1826 erneut verliehene Grube Hohe Kohlenbach und die Kleingrube Fuchs zur konsolidierten Grube Brüderbund. Bereits 1836 war der Tiefe Kohlenbacher Stollen angelegt worden, der nicht nur die Brüderbunder Gruben, sondern später auch die Grube Pfannenberger Einigkeit entwässerte. 1860 war er bereits knapp 2 km lang und erreichte 1873 den Gang. 1858 wurde der Brüderbunder Stollen angelegt. Dieser trifft auf den Adolfschacht und wurde Anfang der 1970er-Jahre wegen Einsturzgefahr gesprengt. Er lag 75 m unter dem Oberen Stollen. 1863 wurde der Mittlere Brüderbunder Stollen angelegt. Fünf Jahre später erfolgte die Konsolidation mit dem Feld Gelbe Höhe, das auf dem Höhenrücken zum Pfannenberg hin lag. Bis zur Konsolidation mit den Kreuzbacher Gängen auf Salchendorfer Gebiet im Jahr 1883 gehörte fast die ganze Fläche zwischen Eisernhardter Tiefbau und Pfannenberger Einigkeit zur Grube. 1875 waren alle vier Stollen mit Gesenken verbunden. Wurden 1881 noch knapp 16.000 t gefördert, sank diese Zahl im Jahr 1885 auf 4813 t Eisen- und 51 t Kupfererz. Damit tauchte die Grube in Statistiken teilweise nicht mehr auf. Die in der Straßenkehre gelegene Grube Vereinigte Kohlenbach dagegen förderte in diesem Jahr 17.942 t Eisenerz, ihr Abbau war bereits bis zur fünften Tiefbausohle vorgestoßen und verlief in den folgenden Jahren weniger erfolgreich.

### Tiefbau und Übernahmen
1889 entschloss man sich auf Brüderbund zum Bau einer Tiefbauanlage im Kohlenbacher Feld. Der Kohlenbacher Schacht erreichte eine Teufe von 341 m, auf der drei Sohlen verteilt wurden. Der tiefere Aufschluss der Mittel brachte der Grube den erhofften Aufschwung. Infolge wurden die Tagesanlagen im Kohlenbacher Tal umfassend ausgebaut. Eine Seilbahn bis zum Kohlenbacher Bahnhof verband die Grube mit der Eisern-Siegener Eisenbahn. Bis 1895 verachtfachte sich die Förderung. In diesem Jahr waren 175 Bergleute beschäftigt. 1898 wurden die Gruben Vereinigte Kohlenbach und Eisernspies angeschlossen. Der Eisernspies wurde 1835 gemutet und 1897 stillgelegt. 1899 übernahm die Niederscheldener Charlottenhütte die Kuxenmehrheit der Grube Brüderbund. Die ganze Übernahme erfolgte 1906. In diesem Jahr fand man das Mittel Eisernspies auf der vierten Sohle wieder, was einen erneuten und rasanten Anstieg der Förderung mit sich zog. In dieser Zeit wurde der Blindschacht als Verlängerung des Kohlenbacher Schachtes mit einer Teufe von 110 m abgeteuft, die er 1910 erreichte. Bereits 1908 wurde eine neue Tiefbauanlage in den Kreuzbacher Mitteln begonnen. Der Adolfschacht lag am Pfannenberg zwischen der Schränke und der Bergspitze. Er hatte einen Durchmesser von 4,2 m und 13 Sohlen auf 868,7 m Teufe. 1910 wurde er in Betrieb genommen, die Förderung erfolgte aus dem 1858 angehauenen Brüderstollen. Auf der fünften Sohle wurde eine Benzollokomotive eingesetzt. Gleichzeitig wurde auf der vierten Sohle eine Verbindung zur Grube Pfannenberger Einigkeit geschaffen. In den folgenden Jahren wurden die Aufschlussergebnisse im Kohlenbacher Feld permanent schlechter. Dafür trat das Mittel Eisernspies mehr in den Vordergrund. 1922 erreichte der Adolfschacht die 8. oder 590-m-Sohle. Trotz der Gangverschlechterung teufte man den Schacht noch bis zur 10. Sohle ab und erreichte mit dieser 710 m Teufe unter dem Tiefen Kohlenbacher Stollen.

### Entwicklungen unter Eisernhardter Tiefbau und Stilllegung

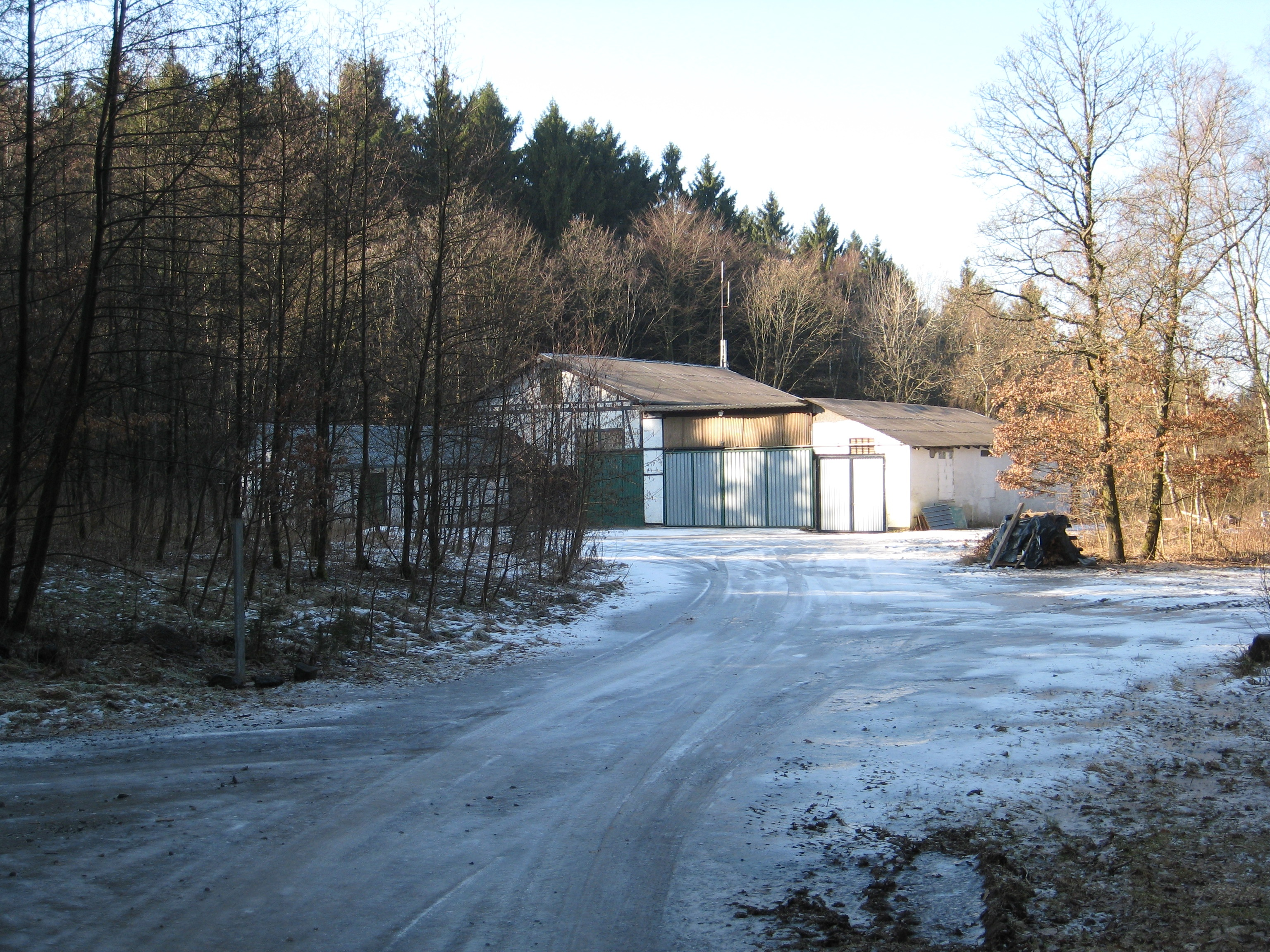
Ehemaliges Gelände des Adolfschachtes

Die Übernahme der Grube durch die Vereinigten Stahlwerke erfolgte 1926, auf der sechsten Sohle wurde eine Strecke nach Eisernhardter Tiefbau gehauen. Ab 1929 wurde auf dieser Sohle der Blindschacht Eiserner Spies abgeteuft, er erreichte 1932 die 10. Sohle und hatte eine gesamte Teufe von 628 m und erreichte die Gesamtteufe von 1274,8 m durch ein Maschinengesenk von der 16. auf die 17. Sohle. Die Grube Eisernhardter Tiefbau stellte ab der Übernahme die zentralen Anlagen für Brüderbund und Ameise dar. Die Tagesanlagen im Kohlenbacher Tal wurden abgerissen oder neuer Verwendung zugeführt. Trotz der Krise waren auf Brüderbund keine längeren Betriebsstillstände zu verzeichnen. Ab 1953 gehörten die Gruben der Erzbergbau Siegerland AG an. Diese baute nach dem Abbrand der Eisenzecher Aufbereitung im Jahr 1953 die Grube Pfannenberger Einigkeit zur zentralen Aufbereitung um. Ab Juni 1957 wurden auch die Brüderbunder Erze dort aufbereitet.
Zeitweise waren bis zu 300 Belegschaftsmitglieder in der Grube beschäftigt. Trotz aller Rationalisierungs- und Einsparmaßnahmen musste die Betriebsabteilung Brüderbund am 15. Juni 1958 stillgelegt werden. Die Gesamtförderung der Grube liegt bei 2,9 Mio. t Eisenerz. Am 18. März 1963 wurde das Fördergerüst des Adolfschachtes abgebrochen.

## Angeschlossene Gruben
Die angeschlossenen Gruben waren:
- Adler (bei Schränke, Pfannenberg), in Betrieb zwischen 1907 und 1909, Abbau von Nickel.
- Brüderbund II/Brüderbund III in Salchendorf, verliehen vor 1882.
- Eiserfelder Spies, stillgelegt 1884. Tiefbau ab 1860, der Tagesschacht führte auf 198,4 m (in 5 Sohlen); der Blindschacht auf 694,28 m (in 11 Sohlen) Teufe.
- Eisernspies, in Betrieb 21. April 1835–1897. Ab 1898 zu Brüderbund; Tiefbau ab 1862
- Friedrich Wilhelm, früher Nuss
- Fuchs, 1849 mit Hohe Kohlenbach zu Brüderbund
- Gelbe Höhe in Salchendorf. 1772 erstmals erwähnt, wurde die Grube in den 1860ern stillgelegt. Abbau über einen Oberen Stollen in den 1860ern[2]; Konsolidation mit Brüderbund 1868.
- Hohe Kohlenbach/Kohlenbach, 1694 erstmals erwähnt, 1826 erneut verliehen. Der Tiefe Kohlenbacher Stollen wurde ab 1836 angelegt, er führte zum Alten Schacht der Grube Pfannenberger Einigkeit. 1860 war der Stollen 2.090 m lang[9] und wurde durch die Gruben Eiserfelder Spies und Brüderbund geführt. 1849 mit Fuchs zu Brüderbund konsolidiert.
- Kreuzbach war aufgeteilt in Hinterste, Mittelste und Vorderste Kreutzbach und lag in der Salchendorfer Gemarkung. Die Gangmittel waren durch mehrere Obere Stollen erschlossen, der Abbau fand auch bis zur 10. Sohle der Grube Brüderbund bzw. der 1045- und 1170–m–Sohle der Grube Pfannenberger Einigkeit statt. Die Grube wurde durch den Tiefen Pfannenberger Stollen und den Tiefen Kohlenbacher Stollen gelöst. 1885 wurden 6.822 t Spateisenstein und 31,5 t Kupfererz gefördert.[2]
- Michelsberg, vor 1866–1882, erst zu Kohlenbach, dann mit zu Brüderbund. Der Tiefe Stollen wurde zwischen 1791 und 1822 angelegt, Tiefbau wurde ab 1879 betrieben.
- Vereinigte Kohlenbach, gehörte ab 1898 zu Brüderbund. Ab 1871 wurde ein Schacht bis zur fünften Tiefbausohle abgeteuft. 1885 wurden 17.942 t Eisenerz und 229 t Kupfererz gefördert.[2]
- Wilhelmshöhe in Salchendorf (auch zu Pfannenberger Einigkeit) wurde in den 1860ern angelegt. Die Grube bestand aus den Gruben Wilhelmshöhe I, II, IV in Salchendorf und  Wilhelmshöhe III in Eiserfeld. Ein Oberer Stollen wurde angelegt. Der Abbau fand erst von Salchendorf aus statt, später durch den Brüderbunder Stollen. 1885 wurden 4.499 t Spateisenstein und 2,6 t Kupfererz gefördert.[2] Die Grube Wilhelmshöhe II wurde in den 1860ern auf Blei, Zink und Kupfer verliehen.